# Chelonus retusus
Chelonus retusus är en stekelart som först beskrevs av Christian Gottfried Daniel Nees von Esenbeck 1816.  Chelonus retusus ingår i släktet Chelonus och familjen bracksteklar. Arten är reproducerande i Sverige. Inga underarter finns listade i Catalogue of Life.